# فرانك دويل (كاتب قصص مصورة)
فرانك دويل (بالإنجليزية: Frank Doyle)‏ هو كاتب قصص مصورة أمريكي، ولد في 17 نوفمبر 1917 في بروكلين في الولايات المتحدة، وتوفي في 3 أبريل 1996 في نيو بورت ريتشي في الولايات المتحدة بسبب سرطان.